# Corrado Vescovo
Corrado Vescovo (...) è un ex cestista italiano.
Ha segnato 57 punti in una gara del 1964.

## Palmarès
- Campionato italiano: 2

Olimpia Milano: 1961-1962, 1962-1963